# پارک گون ایل
پارک گون ایل (انگلیسی: Park Geon-il؛ زادهٔ ۵ نوامبر ۱۹۸۷) بازیگر مدل و خواننده اهل کره جنوبی است. وی از سال ۲۰۰۰ میلادی تاکنون مشغول فعالیت بوده‌است. از آثاری که در آنها ایفای نقش کرده می‌توان به سانگ دو! بیا بریم مدرسه و کفش‌های قرمز اشاره کرد.